# 伯丹步槍
伯丹步枪（俄语： винтовка Бердана ）是美国工程师兼发明家海勒姆伯丹（Hiram Berdan）于1868年發明的单发步枪。从 1870 年起取代克尔恩卡步枪（Krnka）成為俄羅斯帝國軍隊的制式步槍，直到 1891 年被莫辛纳甘步枪取代。该枪是俄罗斯常見的獵槍，且包括獵槍在內的其他運動用變種槍枝一直生產到 20 世纪 30 年代中期。不過俄羅斯的伯丹一型（M1868）和伯丹二型（M1870）口徑為 .42，而西班牙的口徑則是15 mm（0.591英寸），称为 M1857/67 。

## 伯丹一型
俄羅斯帝國採用单发伯丹步枪的两種形式作为制式武器。第一種形式為美国柯尔特公司生产，称为 1868 型或伯丹一型。它采用无击锤“活板门”枪机设计，為全长步兵步枪（合約规定生產 30,000 支）。柯尔特还制造了一些半枪托的伯丹一型骑兵卡宾枪原型槍，但未獲俄罗斯军队采用。柯尔特甚至生产了几支基于伯丹一型的射擊運動用槍。

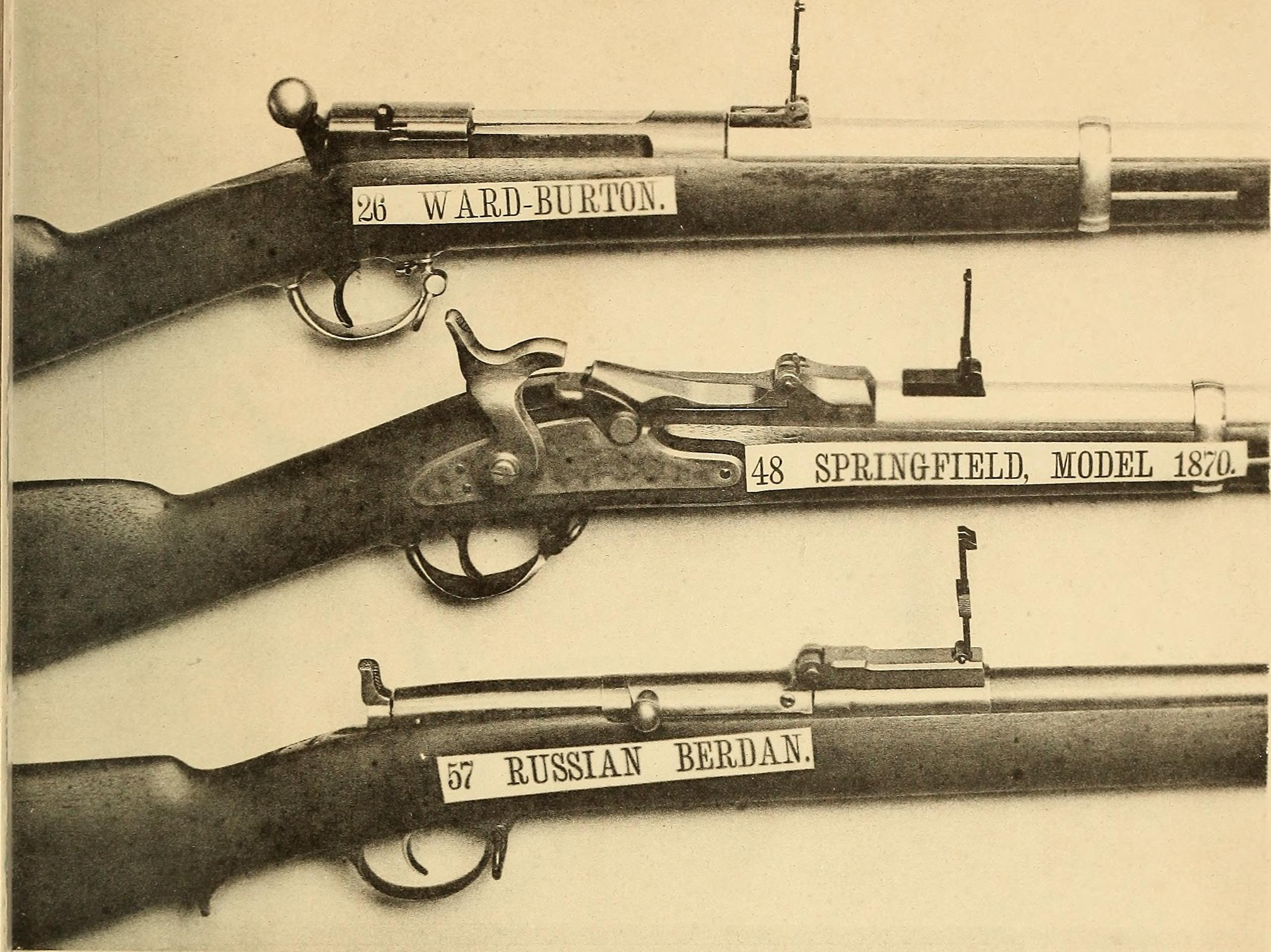
最下方即為伯丹一型步槍

## 伯丹二型
1870 型（或稱伯丹二型）是一种单发槍栓步槍，有独特的短梨形槍栓手柄。槍栓把手是槍機唯一的閉鎖凸耳，關閉時向上指向30度角，而不是水平方向。伯丹二型步槍有四種變形：步兵步槍、更轻且略短的龙骑兵步枪、具有按鈕式扳機且沒有扳機護圈的哥萨克步枪，以及骑兵卡宾枪。步兵和龍騎兵步槍配備四棱套筒刺刀。伯丹二型的最初是由英國的伯明翰輕兵器公司進行，後來位於俄羅斯图拉、伊热夫斯克和谢斯特罗列茨克的工廠大量生產了這種步槍。估計所有型號的總產量超過300萬支。該步槍以其準確性、簡單和可靠性而聞名。」。

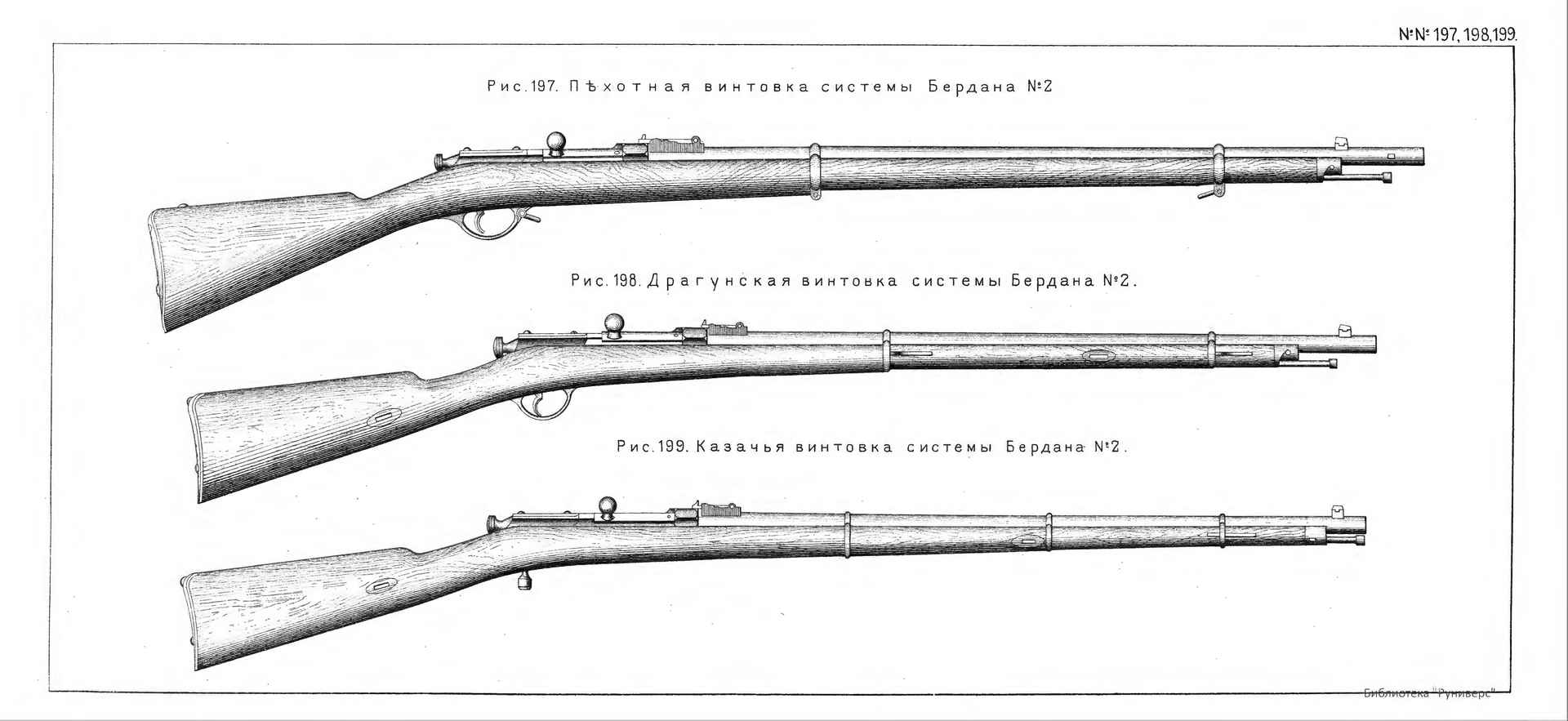
伯丹二型步槍的不同型号

## 彈藥
伯丹步槍使用的10.7×58mmR彈藥，是由海勒姆·貝爾丹在俄羅斯上校亞歷山大·戈爾洛夫（Alexander Gorlov）的協助下發明的。這種彈藥在美國和英國獲得了多項專利。這種瓶頸行子彈採用伯丹底火，也是該種底火首次應用於小型武器彈藥。子彈包裝為每包六發的藍色紙包。除了用於步槍的常規彈藥外，還生產了一種用於騎兵卡賓槍的特殊彈藥，其彈殼和彈頭相同，但火藥裝藥量較少，僅為4.5克，以六發粉紅色紙包裝。

## 后续使用
採用弹匣供弹的伯丹步枪僅止於原型階段。然而，俄羅斯軍隊使用各種彈藥夾，例如克爾恩卡快速裝彈器，安裝於步槍上以協助重新裝彈。到了19世紀80年代末，俄羅斯開始用一種高速度和彈匣供彈的步槍取代伯丹步槍，最後終於採用莫辛-納甘步槍。1892年，比利時的武器製造商將一批共3,004支伯丹二型步槍改為7.62×54 毫米 R 口径，供供俄羅斯使用。  這些步槍有新的槍管和瞄準具，以及帶有前鎖定凸耳和更長槍栓手柄的新槍栓。如果改裝被認為適合，原計劃再改裝40,000支，然而計劃並未實現。

## 流行文化

### 電子遊戲
- 2021年—《應徵入伍》：作為蘇聯金券武器。